# Camí del Bosc d'Abella

El Camí del Bosc d'Abella, respecte del terme d'Abella de la Conca

El Camí del Bosc d'Abella és un camí del terme municipal d'Abella de la Conca, a la comarca del Pallars Jussà.
Arrenca del Camí de Planers a l'oest del Xalet del Sobirana i en marxa cap al nord-est, travessa el barranc de Fonguera, on canvia de direcció i emprèn cap al nord-oest. Passa a ponent i per sota de Cal Serret, pel capdamunt de la Costa del Molí, i va a passar per sota -migdia- de l'emplaçament de les restes de Santa Cauberola, i continua cap al nord-oest fins a fer el tomb a l'extrem occidental de la Serra de Carrànima, per damunt del Forat d'Abella. En fer aquest tomb trenca cap a l'est i després cap al nord-est, i entra a la vall alta del riu d'Abella.
Discorre pel Bosc d'Abella, una mica enlairat damunt de la riba esquerra del riu d'Abella, i en 3 quilòmetres arriba a la Carretera del Bosc d'Abella, on acaba el seu recorregut.

## Etimologia
Pren el nom del bosc on mena aquest camí, el bosc comunal principal del terme municipal, que té prou presència paisatgística i econòmica en la vida quotidiana del terme,